# Шандор Петёфи
Ша́ндор Пе́тёфи (венг. Petőfi Sándor  [ˈpɛtøːfi ˈʃaːndor]; наст. имя и фамилия Алекса́ндр Пе́трович, серб. Александар Петровић, словац. Alexander Petrovič; 1 января 1823, Кишкёрёш — 31 июля 1849, д. Фехередьхаза около Шегешвара) — национальный поэт Венгрии, революционный демократ, один из руководителей Революции 1848—1849 годов в Венгрии.

## Ранние годы
Славянин по происхождению, Шандор Петёфи (Александр Петровић) всегда оставался венгерским патриотом и горячо любил Венгрию. Он вырос в небогатой земанской семье: отец Шандора, Стефан Петрович (Иштван Петёфи) (1791—1849), был обедневшим дворянином, сербом по национальности, торговал скотом, а мать, Мария Грузова (Груз) (1791—1849), происходила из словацкой крестьянской семьи. Когда мальчику был один год, семья родителей переселилась в Кишкунфеледьхазу, которую Шандор впоследствии считал своим родным городом. Отец, насколько позволяли финансовые средства, пытался дать сыну самое лучшее образование, однако в результате катастрофического наводнения 1838 года разорился, и Шандор был вынужден оставить лицей в Банской Штьявнице.
В 1839 году, не имея никаких средств к существованию, Петёфи поступил на службу в армейскую часть под Шопроном, откуда был уволен в 1841 году по болезни. После увольнения Шандор был странствующим актёром, затем стал репетитором, дополнительный заработок приносили переводы и переписка ведомостей сейма. Наконец, ему удалось накопить достаточно средств для продолжения обучения, и он поступил в коллегиум в Папе, где встретился со своим лучшим другом Мором Йокаи. Первое же стихотворение поэта «Пьющий» (A borozó; дословно «Пьющий вино») было опубликовано в 1842 в издании Athenaeum. В этом же году (3 ноября) вышло и первое произведение, подписанное Шандор Петёфи.

## Ранняя поэзия

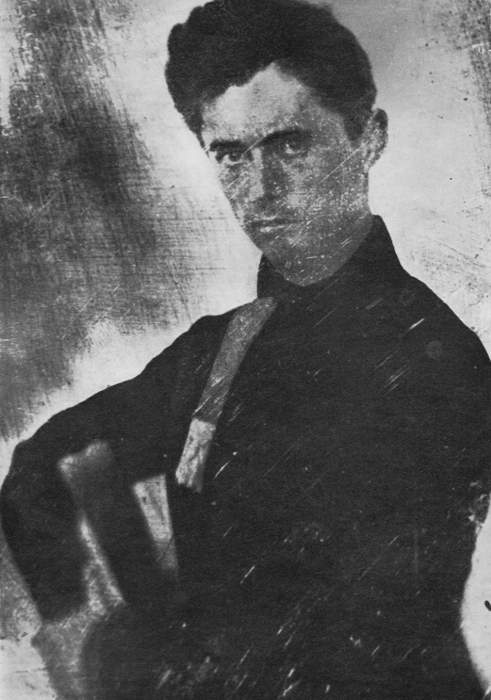
Дагеротипия Шандора Петёфи. 1847

Свой первый сборник («Стихи») Шандор Петёфи издал в 1844 году по настоятельной рекомендации Михая Вёрёшмарти, ознакомившегося с ранними образцами творчества молодого поэта. Интересно, что для получения возможности издать сборник поэт пешком прошёл путь от Дебрецена до Пешта. В этом сборнике нашли своё отражение близкая связь поэта с народом, приобщение к реалиям народной жизни, юмористически-ироническое восприятие окружающего мира, что позволяет говорить о том, что Петёфи принадлежал к реалистическому направлению в литературе с начала своего творчества, одновременно используя отдельные мотивы романтизма, в частности, обращение к средневековой истории. Бунтарский протест, выраженный уже в ранних образцах поэзии Петёфи, был направлен, в первую очередь, против деспотизма австрийских Габсбургов и требовал немедленных демократических преобразований («Против королей», «Дикий цветок»).
В своих знаменитейших поэмах — иронической «Сельский молот» (1844) и сказочной «Витязь Янош» (1844) — Петёфи в полной мере отходит от общепринятых консервативных псевдоромантических канонов. Для «Витязя Яноша» (Janos vitez), основанного на фольклорном материале, характерны как народное содержание, так и народная форма, близкая к народным сказаниям.
Мгновенно ворвавшись в литературную жизнь Венгрии, Шандор Петёфи перенёс лавину нападок с обвинениями в «грубости стиля» и «безвкусице» от консервативных критиков. Такие некомпетентные характеристики вместе с разочарованиями в безответной любви и нараставшим давлением австрийской администрации, вызванными нараставшими революционными тенденциями в политической жизни европейских стран, подталкивали поэта к разочарованию в жизни, вызванному душевным кризисом. Такие настроения характерны для многих произведений этого периода творчества Петёфи, в том числе для поэтического цикла «Тучи» (1845—1846) с его чувством дисгармонии бытия, а также для трагических поэм «Пишта Силай» (1846) и «Шалго» (1846).

## Политическая борьба
С 1846 года Шандор Петёфи совместно со своим близким другом писателем Яношем Аранем предпринимал первые попытки сплотить венгерское национально-освободительное движение. Первой такой попыткой была революционная организация радикально настроенной молодёжи Пешта — «Общество десяти», первоначально существовавшее в целях борьбы за демократизацию литературы. С 1847 года Петёфи возглавлял революционную организацию «Молодая Венгрия». После женитьбы на Юлии Сендреи (1847) он активизирует свою революционную деятельность.
В преддверии революции 1848 года поэзия Петёфи в полной мере отражает эволюцию общественных настроений, отмечая все основные события революционной борьбы, выражая чувство гражданской ответственности и пламенную убеждённость поэта в необходимости национальной и социальной революции: «Одно меня тревожит», «От имени народа», «Поэтам XIX века», «Дворец и хижина», «Герои в дерюге». Гражданская поэзия Петёфи находится под определённым влиянием общеевропейского демократического движения.

## Начало революции 1848—1849
Мгновенно отреагировав на революционные события февраля 1848 года в Париже, Шандор Петёфи сыграл одну из ключевых ролей в разворачивании революционной борьбы в самой Австрийской империи. С началом Венгерской революции 1848—1849 годов Шандор Петёфи наряду с Лайошем Кошутом становится одним из общепризнанных руководителей демократического лагеря. Совместно с Йожефом Ирини и Лайошем Кошутом он участвовал в разработке требований авангарда венгерской революционной демократии, переданных 13 марта 1848 года австрийскому престолу и ставших впоследствии программой демократической революции («12 пунктов»).
После получения известий об отклонении Фердинандом V «12 пунктов» группа молодых лидеров революции (Márciusi Ifjak, то есть «Мартовская молодёжь») — Шандор Петёфи, Пал Вашвари, Мор Йокаи и Янош Видац возглавили революционное восстание 15 марта 1848 года в Пеште и Буде. Выступив с небольшой группой своих последователей из кафетерия «Pilvax», Петёфи направился к университету, где к нему присоединился практически весь студенческий коллектив, после чего в расположенной поблизости типографии выпустил тиражом в несколько тысяч экземпляров содержание «12 пунктов» и знаменитую «Национальную песню» — произведение Петёфи, призывавшее к революции и провозглашению независимости. Затем несколько десятков тысяч воодушевлённых произнесённой Петёфи «Национальной песней» революционеров прибыли в Буду, где добились от местного наместничества принятия «12 пунктов», отмены цензуры и освобождения одного из руководителей революционного движения Михая Танчича.

## Конец революции
В дальнейшем Шандор Петёфи активно использовал свои ораторские способности для борьбы за создание независимой демократической республики Венгрии, полную ликвидацию пережитков феодализма, освобождение крестьян. В своих произведениях революционного периода Петёфи в качестве поэта-трибуна выражал чаяния народа и требовал полнейшей защиты интересов простого народа, в первую очередь крестьянства: «Национальная песня», «На виселицу королей!», «К нации».
Чрезвычайно популярный как в крупных городах, так и в сельской местности, но проваленный дворянством не без активного содействия представителей чиновничества на выборах в Национальное собрание Венгрии, поэт счёл, что наилучшим применением его способностей в деле революции являлось непосредственное участие в защите родной страны от вражеских контрреволюционных войск. Поэтому в сентябре 1848 года Петёфи вступил в революционную армию (Гонвед), организованную Кошутом. С января 1849 года Петёфи — адъютант талантливого военачальника, польского эмигранта Юзефа Закариаша Бема, командовавшего венгерскими революционными войсками в Трансильвании (Петёфи участвовал в боях с австрийскими войсками, румынскими и саксонскими повстанцами, выступившими против венгерской революции под влиянием Габсбургов, и их русскими союзниками). Помимо воинских обязанностей, поэт писал боевые песни, поднимавшие дух солдат Венгерской революции.
Самопожертвование во имя революции, внутреннее слияние с её делом, а также сожаление по поводу военного превосходства врага и подавления революционных движений в других европейских странах становятся ведущими мотивами творчества Петёфи: «Ужаснейшие времена», «Жизнь или смерть». Важное значение имеет поэма «Апостол» (1848, полностью опубликована 1874), главный герой которой отдаёт жизнь за освобождение народа.

## Гибель

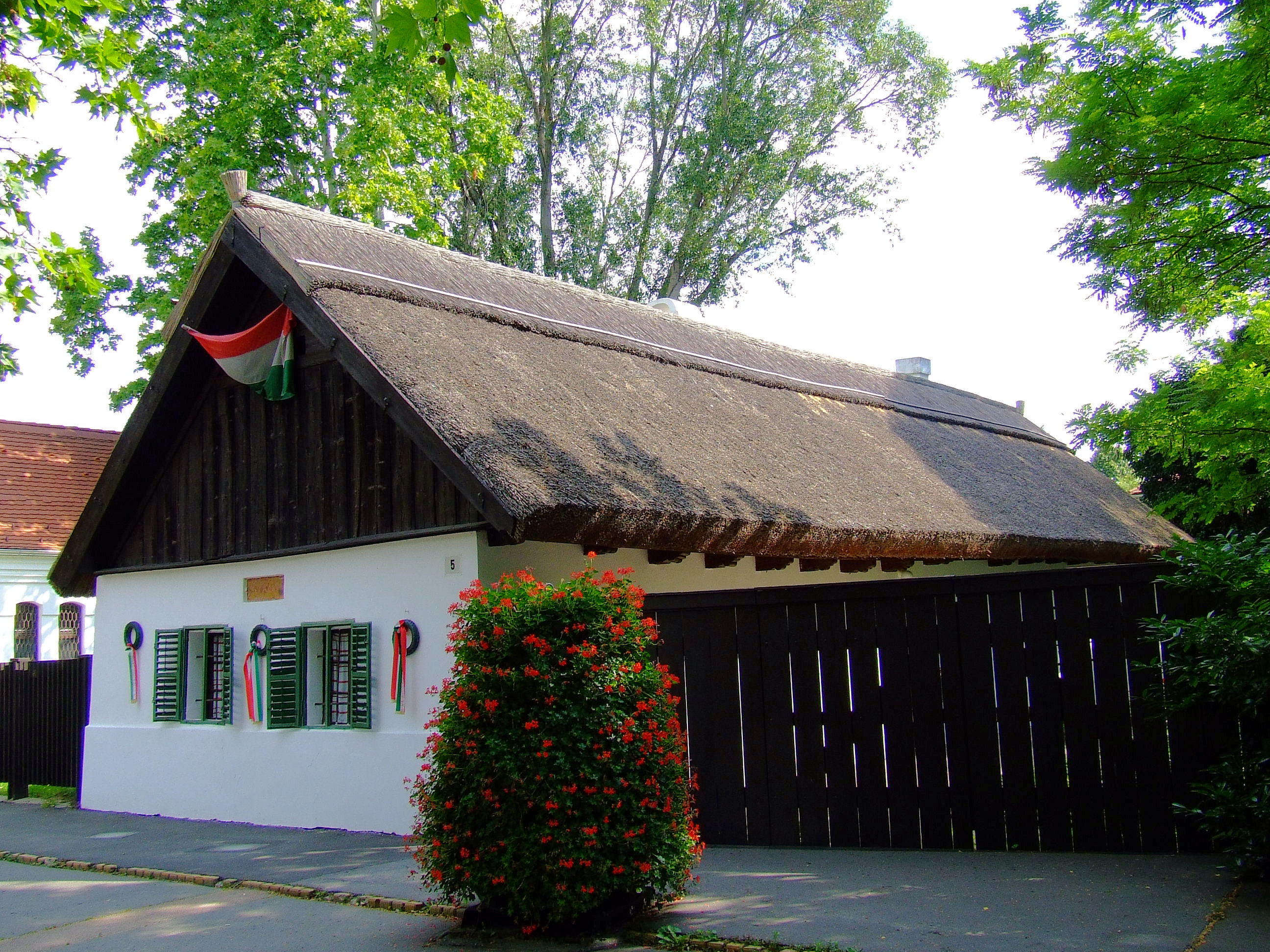
Мемориальный дом-музей Петёфи в родном Кишкёрёше (Венгрия)

Поэт и национальный герой венгерского народа погиб в ходе битвы при Шегешваре в Трансильвании 31 июля 1849 года, в стычке с казаками царской армии Паскевича. Общепринятое мнение о смерти Петёфи в сражении основывается на записи в дневнике русского полевого врача. Тем не менее точные обстоятельства его смерти не ясны по сей день, поэтому существует теория о его пленении и смерти в русском плену в Сибири.
В 1983 году закарпатский литературовед Василий Васильевич Пагиря наткнулся на вырезку из газеты «Мадьярорсаг» (венг. Magyarország) со статьёй Чика Йожефа Мадьяра «Отрабатывается версия о пребывании Шандора Петёфи в сибирском плену», сообщающая об обнаружении в Забайкалье венгерским военнопленным Ференцем Швигелем, попавшим в русский плен в Первую мировую войну, могильного креста с надписью «Александр Степанович Петрович, венгерский майор и поэт, умер в Иллсунске (правильно Элэсун) — Азия — в 1856 году, май месяц». Статья приводила даже фотографию креста и текст последнего стихотворения Шандора Петёфи с автографом, датированным 1853 годом. В 1984 году В. В. Пагиря опубликовал в иркутском журнале «Сибирь» статью «Правда или легенда о Шандоре Петёфи?», вызвавшую интерес бурятских краеведов и венгерских исследователей наследия Петёфи.
В 1987 году в село Баргузин (Бурятская АССР), недалеко от Байкала, отправилась первая венгерская экспедиция в составе кинодокументалистов Андраша Балайти и Ласло Сирти. Через год литературовед Эдит Кери обратилась за финансированием раскопок возможной могилы Шандора Петёфи на Баргузинском кладбище к известным и преуспевающим лицам венгерского происхождения, но поддержать её начинание согласился только владелец фирмы «Мегаморв» Ференц Морваи, выделивший при поддержке венгерского правительства 7 млн форинтов на снаряжение новой экспедиции в Баргузине. В 1989 году в Бурятию прибыла антропологическая экспедиция в составе венгерских, советских и американских специалистов, снаряжённая возглавляемой Морваи национальной комиссией «Петёфи». Обнаружив останки, которые, по мнению её участников, могли принадлежать венгерскому поэту, комиссия отправила их в Москву, откуда их предполагалось перевезти в Будапешт для перезахоронения.
Однако Совет Министров СССР предложил вначале образовать независимую авторитетную международную комиссию для проверки принадлежности обнаруженных останков Шандору Петёфи. Московская экспертиза поставила под сомнение правильность выводов комиссии Морваи, поскольку останки уже не подлежали идентификации, а скелет, скорее всего, был женским. Наконец, к кампании присоединились венгерские политические деятели, добившиеся передачи контейнера с прахом комиссии, направившей его в Нью-Йорк. Там останки были изучены американской комиссией, в которую были привлечены представители пятнадцати научно-исследовательских институтов, а также специалистами из Швейцарии и Японии.
В 2007 году было подтверждено заключение российских экспертов, согласно которому найденные останки принадлежали женщине европеоидного типа. Впрочем, в начале апреля 2015 года Ференц Морваи заявил, что, по данным исследований и анализа, проведённых в феврале 2015 года Институтом судебной экспертизы Китая, найденные останки с высокой вероятностью принадлежат именно Петёфи, и он намерен организовать торжественную церемонию их перезахоронения.

## Значение

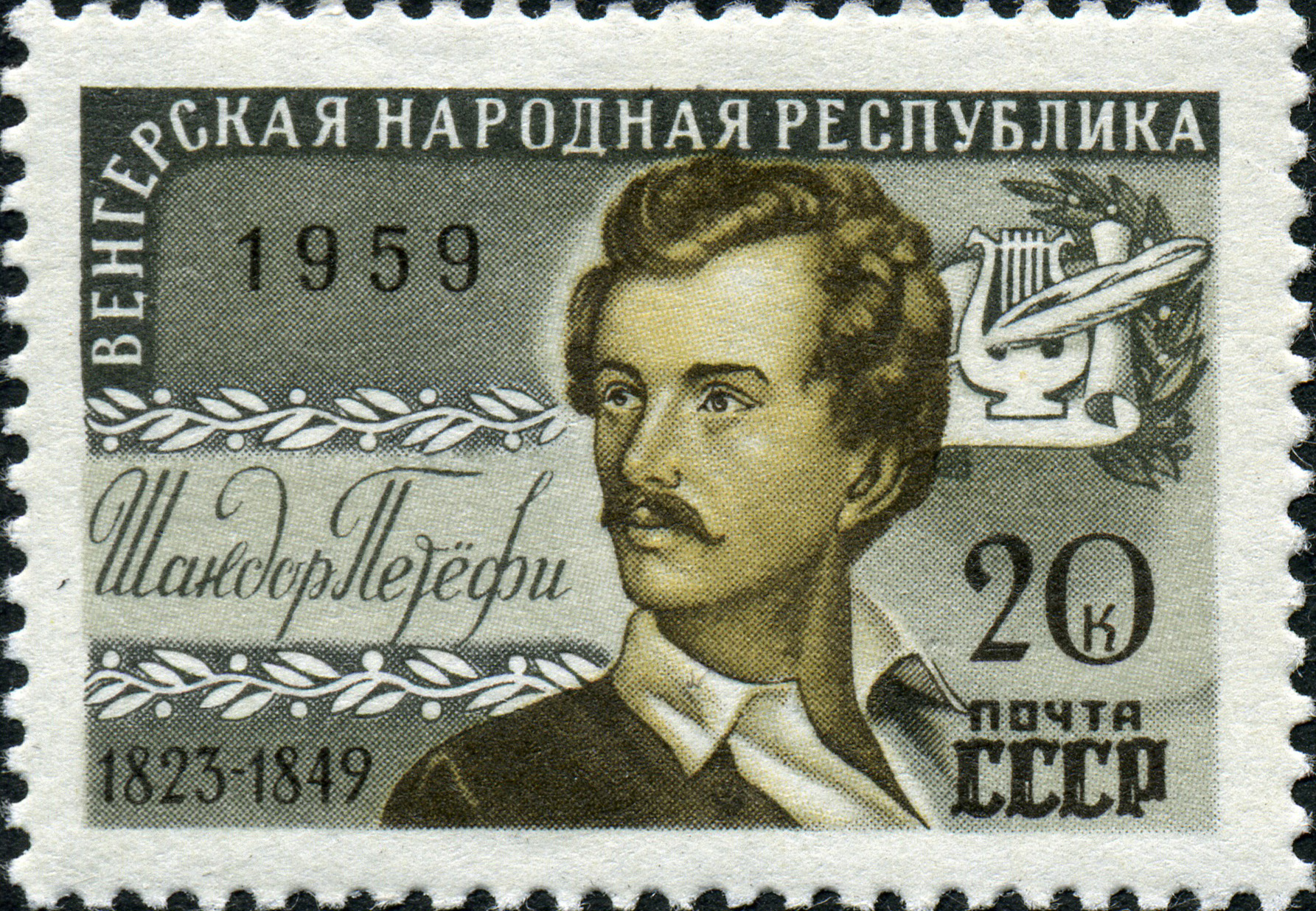
Почтовая марка СССР, 1959 год

Значение творчества и деятельности Петёфи для венгерского народа трудно переоценить. Он является национальным поэтом Венгрии, а его роль как фактического основоположника поэзии на национальном языке соответствует значению Пушкина для русской, Шевченко для украинской, Янки Купалы для белорусской, Мицкевича для польской литературы.

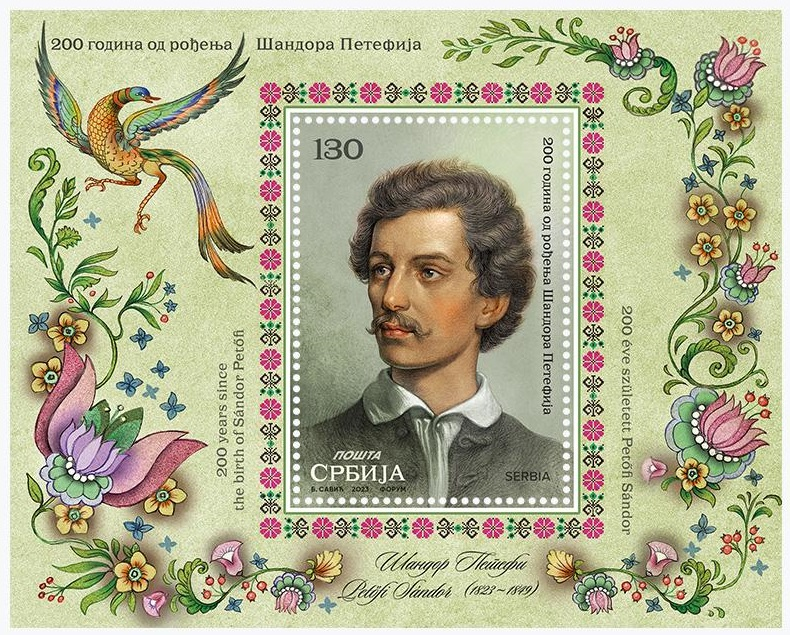
Почтовая марка Сербии, 2023 год

Свидетельством народного признания таланта поэта является тот факт, что целый ряд стихов Петёфи превратились в народные песни («Раз на кухню залетел я…», «Торг»). Первые русские переводы произведений Петёфи (В. Бенедиктова, Ф. Корша, М. Михайлова, А. Михайлова) появились в середине XIX века. К переводам Петёфи обращались Анатолий Луначарский, Борис Пастернак, Григол Абашидзе, Николай Тихонов, именно со стихов Петёфи начались переводы венгерских поэтов Леонида Мартынова.

## Память

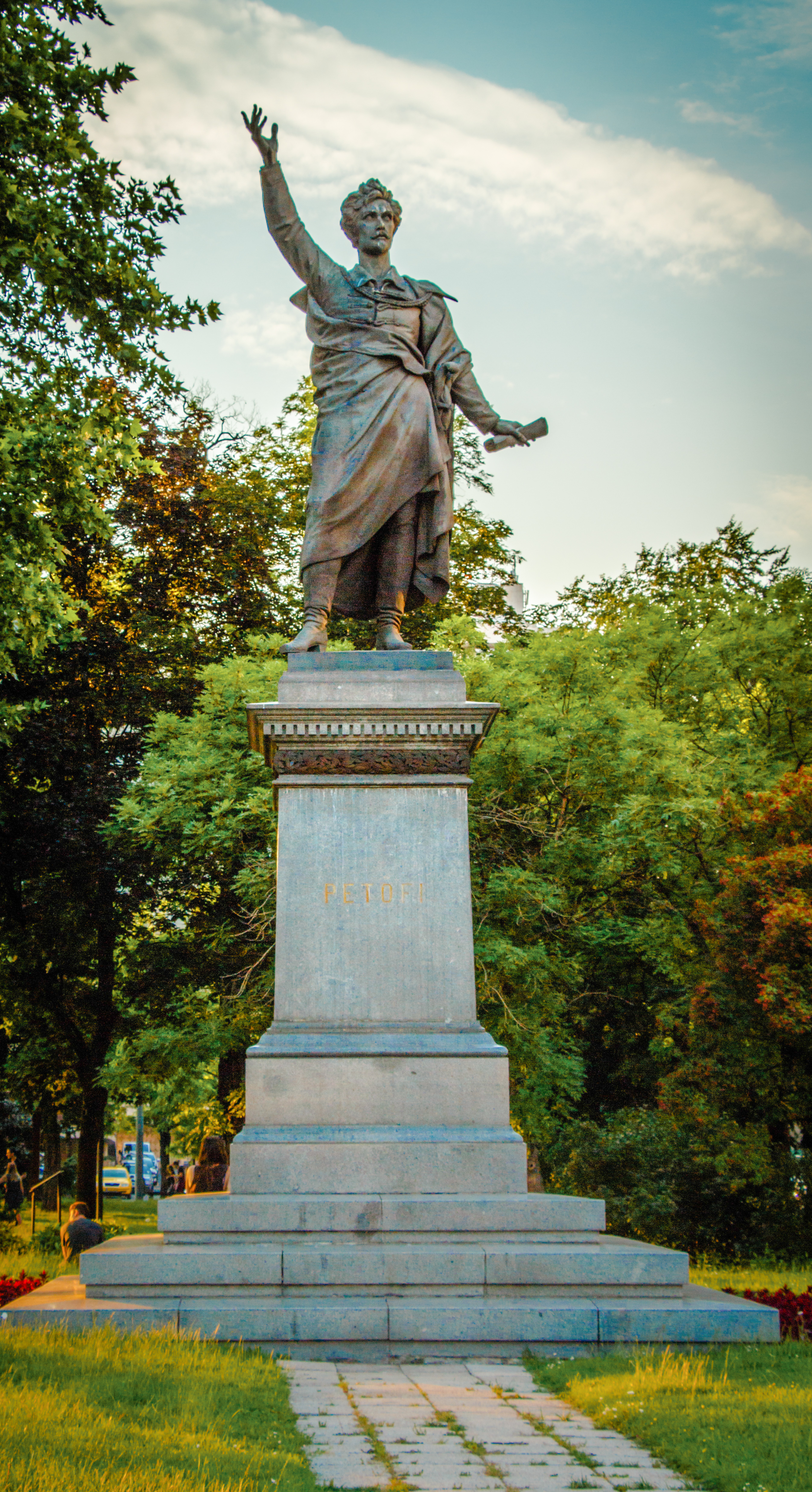
Памятник Петёфи в Будапеште

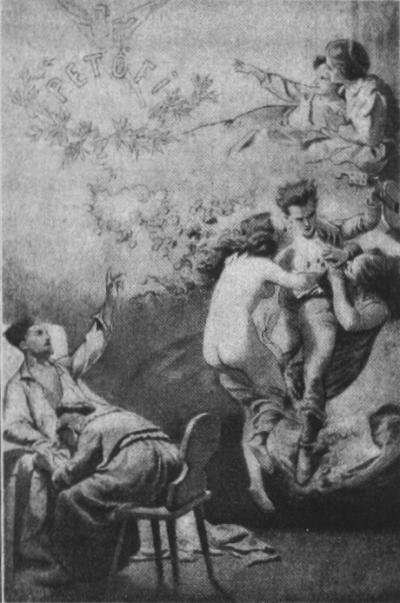
Шандор Петёфи на картине Михаила Зичи

- 2 ноября 2023 года в Астане (Республика Казахстан) открыли новую улицу имени венгерского национального поэта Шандора Петёфи;
- В Ужгороде центральная площадь носит имя поэта, на ней ему установлен памятник;
- Имя Шандора Петёфи носит улица в городе Мукачево, Закарпатская область, Украина;
- Именем Петёфи названа улица в селе Баргузин, Республика Бурятия, Россия;
- Именем Петёфи названы улицы и площади в большинстве городов Венгрии, Трансильвании и Южной Словакии;
- Именем Петёфи названа улица в Братиславе, район Подунайске Бискупице, есть памятник в Медицинском саду в центре города;
- Именем Петёфи названы улицы в польских городах Краков и Варшава, в Варшаве также начальная школа № 132 носит имя поэта[7];
- Именем Петёфи названа улица в Тбилиси;
- Именем Петёфи названа аллея в Парке Семпионе в Милане;
- В Будапеште есть мост, музей и библиотека его имени, а также радиостанция и существовавшее в 1876—1944 годах творческое объединение;
- В Софии, Болгария, именем Петёфи названа улица;
- Мемориальный дом-музей Ш. Петёфи в родном Кишкёрёшё. Музейный комплекс включает в себя такие достопримечательности, как дом, в котором родился поэт, словацкий деревенский дом и так называемый «парк скульптур» из 14 скульптурных портретов крупнейших поэтов разных стран, переводивших Петёфи.[8] Парк был открыт 26 июля 1985 года, когда были установлены первые три скульптуры. Среди первых увековеченных поэтов—переводчиков Петёфи был русский поэт Л. Мартынов (эта венгерская скульптура остаётся единственным в мире памятником Л. Мартынову);
- Именем Петёфи 4 июня 1993 г.[9] названа малая планета № 4483, открытая 9 сентября 1986 г. Людмилой Карачкиной в Крымской астрофизической обсерватории. Планета принадлежит к группе Венгрии. Следуя пожеланию советского и российского астронома, доктора физико-математических наук, В. А. Шора (1929 — 2021), видного специалиста по небесной механике, планета получила название «(4483) Petofi»;
- В Киеве есть памятник Петёфи на улице Бульварно-Кудрявской (Воровского);
- В 1952 году венгерский композитор Эндре Секей написал кантату «Петёфи»;
- В 1973 году по мотивам поэмы Петёфи «Витязь Янош» киностудией «Паннония» был снят одноимённый мультипликационный фильм.
- В 2023 году в честь 200-летия со дня рождения поэта в Сербии выпущена почтовая марка[10].

## Образ в фольклоре
В народе получила распространение история о том, как Шандор Петефи выманил у одного богача, обратив его надменность против него самого, 100 золотых монет и раздал их бедным погорельцам деревни на постройку новых домов. Эту историю, слышанную от дедушки, рассказал Ференц Мора в рассказе «Надменный Кереки» (венг. Kevély Kereki).